# 미하일 겔로바니
미하일 게오르기예비치 겔로바니(러시아어: Михаи́л Гео́ргиевич Гелова́ни, 조지아어: მიხეილ გიორგის ძე გელოვანი 미헤일 기오르기스 제 겔로바니, 1893년 12월 25일 ~ 1956년 12월 21일)는 조지아계 소련의 배우이다. 다수의 작품에서 이오시프 스탈린을 연기한 것으로 잘 알려져 있다.